# Harveya roseoalba
Harveya roseoalba är en snyltrotsväxtart som beskrevs av John Charles Manning och Goldblatt. Harveya roseoalba ingår i släktet Harveya och familjen snyltrotsväxter. Inga underarter finns listade i Catalogue of Life.